# Герб комуни Ессунга
Герб комуни Ессунга (швед. Essunga kommunvapen) — символ шведської адміністративно-територіальної одиниці місцевого самоврядування комуни Ессунга. 

## Історія
Герб комуни офіційно зареєстровано 2006 року.

## Опис (блазон)
У синьому полі срібний двохпролітний міст над такими ж двома пониженими тонкими хвилястими балками, над мостом — три срібні ячмінні колоски в один ряд.

## Зміст
Міст вказує на старого моста через річку Носсан у містечку Носсебру. Ячмінні колоски символізують сільське господарство.